# 刘肃 (唐朝)
刘肃，唐朝官员、历史学家。
刘肃生平信息在史料里记载很少。唐宪宗元和二年（807年）结衔登仕郎、前守江州潯阳县主簿。元和年间官至江都主簿，《全唐文》称他历任江都县、潯阳县主簿。他知名于著有《大唐新语》一书，仿造《世说新语》的体例，记载唐代历史人物的言行故事，起自唐朝建立，下迄唐代宗大曆年间。